# Temporada 1984-85 de los Phoenix Suns
La temporada 1984-85 fue la decimoséptima de los Phoenix Suns en la NBA. La temporada regular acabó con 36 victorias y 46 derrotas, ocupando el octavo puesto de la Conferencia Oeste, clasificándose para los playoffs, en los que cayeron en primera ronda ante Los Angeles Lakers.

## Elecciones en elDraft
| Ronda | Puesto | Jugador       | Posición  | Nacionalidad   | Universidad |
| ----- | ------ | ------------- | --------- | -------------- | ----------- |
| 1     | 13     | Jay Humphries | Escolta   | Estados Unidos | Colorado    |
| 2     | 36     | Charles Jones | Ala-Pívot | Estados Unidos | Louisville  |

## Temporada regular
| División Pacífico        | División Pacífico | División Pacífico | División Pacífico | División Pacífico | División Pacífico | División Pacífico | División Pacífico | División Pacífico |
| Equipo                   | G                 | P                 | %                 | PD                | Casa              | Fuera             | Div               |                   |
| ------------------------ | ----------------- | ----------------- | ----------------- | ----------------- | ----------------- | ----------------- | ----------------- | ----------------- |
| y-Los Angeles Lakers     | 62                | 20                | .756              | –                 | 36–5              | 26–15             | 18–12             |                   |
| x-Portland Trail Blazers | 42                | 40                | .512              | 20                | 33–8              | 15–26             | 17–13             |                   |
| x-Phoenix Suns           | 36                | 46                | .439              | 26                | 32–9              | 10–31             | 14–16             |                   |
| Seattle SuperSonics      | 31                | 51                | .378              | 31                | 31–10             | 10–31             | 16–14             |                   |
| Los Angeles Clippers     | 31                | 51                | .378              | 31                | 27–14             | 10–31             | 13–17             |                   |
| Golden State Warriors    | 22                | 60                | .268              | 40                | 25–16             | 5–36              | 12–18             |                   |

## Playoffs

### Primera ronda
Los Angeles Lakers vs. Phoenix Suns 
| Fecha       | Partido                                  | Ciudad      |
| ----------- | ---------------------------------------- | ----------- |
| 18 de abril | Los Angeles Lakers 142, Phoenix Suns 114 | Los Ángeles |
| 20 de abril | Los Angeles Lakers 147, Phoenix Suns 130 | Los Ángeles |
| 23 de abril | Phoenix Suns 103, Los Angeles Lakers 119 | Phoenix     |
|             | Los Angeles Lakers gana las series 3-0   |             |

## Estadísticas
| Rk | Jugador         | Edad | P  | PT | MP   | TC  | TCI  | %TC  | T3  | T3I | %T3  | TL  | TLI | %TL  | RO  | RD  | RT  | AS  | RB  | TAP | BP  | FP  | PTS  |
| -- | --------------- | ---- | -- | -- | ---- | --- | ---- | ---- | --- | --- | ---- | --- | --- | ---- | --- | --- | --- | --- | --- | --- | --- | --- | ---- |
| 1  | Larry Nance     | 25   | 61 | 55 | 36.1 | 8.4 | 14.4 | .587 | 0.0 | 0.0 | .500 | 3.0 | 4.2 | .709 | 3.2 | 5.6 | 8.8 | 2.6 | 1.4 | 1.7 | 2.2 | 3.0 | 19.9 |
| 2  | Kyle Macy       | 27   | 65 | 52 | 31.0 | 4.3 | 9.0  | .485 | 0.4 | 1.3 | .271 | 2.0 | 2.2 | .907 | 0.5 | 2.2 | 2.8 | 5.8 | 1.3 | 0.0 | 1.7 | 2.0 | 11.0 |
| 3  | Maurice Lucas   | 32   | 63 | 22 | 26.5 | 5.5 | 11.5 | .476 | 0.0 | 0.1 | .000 | 2.4 | 3.2 | .750 | 2.2 | 6.7 | 8.8 | 2.3 | 0.6 | 0.3 | 2.4 | 2.9 | 13.4 |
| 4  | Alvan Adams     | 30   | 82 | 69 | 26.0 | 5.8 | 11.2 | .520 | 0.0 | 0.0 |      | 3.0 | 3.5 | .883 | 1.9 | 4.2 | 6.1 | 3.8 | 1.4 | 0.6 | 2.4 | 3.1 | 14.7 |
| 5  | Jay Humphries   | 22   | 80 | 39 | 25.8 | 3.5 | 7.8  | .446 | 0.1 | 0.3 | .200 | 1.8 | 2.1 | .829 | 0.4 | 1.7 | 2.1 | 4.4 | 1.3 | 0.1 | 2.1 | 2.6 | 8.8  |
| 6  | James Edwards   | 29   | 70 | 58 | 25.5 | 5.5 | 10.9 | .501 | 0.0 | 0.0 | .000 | 3.9 | 5.3 | .746 | 1.4 | 4.2 | 5.5 | 2.2 | 0.4 | 0.7 | 2.3 | 3.4 | 14.9 |
| 7  | Walter Davis    | 30   | 23 | 9  | 24.8 | 6.0 | 13.4 | .450 | 0.1 | 0.4 | .300 | 2.8 | 3.2 | .877 | 0.3 | 1.3 | 1.5 | 4.3 | 0.8 | 0.0 | 2.2 | 1.8 | 15.0 |
| 8  | Michael Holton  | 23   | 74 | 59 | 23.8 | 3.5 | 7.8  | .446 | 0.2 | 0.6 | .311 | 1.3 | 1.6 | .814 | 0.4 | 1.4 | 1.8 | 2.7 | 0.8 | 0.1 | 1.7 | 1.9 | 8.4  |
| 9  | Charles Jones   | 23   | 78 | 14 | 20.1 | 3.0 | 5.8  | .520 | 0.0 | 0.1 | .000 | 2.3 | 3.6 | .648 | 1.8 | 3.3 | 5.1 | 1.6 | 0.6 | 0.8 | 1.8 | 1.9 | 8.4  |
| 10 | Mike Sanders    | 24   | 21 | 11 | 19.9 | 4.0 | 8.3  | .486 | 0.0 | 0.0 |      | 2.1 | 2.8 | .763 | 1.8 | 2.4 | 4.2 | 1.4 | 1.1 | 0.2 | 1.6 | 2.8 | 10.2 |
| 11 | Rod Foster      | 24   | 79 | 1  | 16.7 | 3.6 | 8.1  | .450 | 0.5 | 1.6 | .325 | 1.1 | 1.4 | .755 | 0.3 | 0.7 | 1.0 | 2.4 | 0.8 | 0.0 | 1.5 | 2.2 | 8.8  |
| 12 | Alvin Scott     | 29   | 77 | 18 | 16.1 | 1.4 | 3.4  | .429 | 0.0 | 0.1 | .200 | 0.7 | 1.0 | .716 | 0.6 | 1.5 | 2.1 | 1.6 | 0.5 | 0.3 | 0.8 | 1.6 | 3.6  |
| 13 | Charles Pittman | 26   | 68 | 3  | 14.7 | 1.6 | 3.3  | .471 | 0.0 | 0.0 | .000 | 1.6 | 2.1 | .747 | 1.3 | 2.0 | 3.3 | 1.0 | 0.3 | 0.3 | 1.5 | 2.1 | 4.8  |
| 14 | Rick Robey      | 29   | 4  | 0  | 12.0 | 0.5 | 2.3  | .222 | 0.0 | 0.0 |      | 0.3 | 0.5 | .500 | 0.8 | 1.3 | 2.0 | 1.3 | 0.5 | 0.0 | 2.0 | 1.8 | 1.3  |
| 15 | Michael Young   | 24   | 2  | 0  | 5.5  | 1.0 | 3.0  | .333 | 0.0 | 0.5 | .000 | 0.0 | 0.0 |      | 0.5 | 0.5 | 1.0 | 0.0 | 0.0 | 0.0 | 0.0 | 0.0 | 2.0  |

## Galardones y récords
| Jugador     | Galardón                                  |
| Larry Nance | All-Star                                  |
| Kyle Macy   | Líder de la NBA en % tiros libres (90,7%) |